# Pallavolo ai X Giochi panafricani
I tornei di pallavolo ai X Giochi panafricani si sono disputati durante la X edizione dei Giochi panafricani, che si è svolta a Maputo, in Mozambico, nel 2011.

## Podi
| Evento                         | Oro     | Argento | Bronzo |
| Pallavolo maschile (dettagli)  | Camerun | Algeria | Kenya  |
| Pallavolo femminile (dettagli) | Algeria | Camerun | Kenya  |